# Dr. Space dagbok
Dr. Space dagbok är ett svenskt studioalbum av Mauro Scocco utgivet 1991. Det är hans andra soloalbum, och placerade sig som bäst på femte plats på den svenska försäljningslistan. Skivan innehåller flera av Scoccos mest kända låtar, exempelvis Till dom ensamma. Andra singlar från albumet var Det finns, Ingen vinner och Någon som du.
Titeln anspelar på det smeknamn som Scocco givit den terapeut som hjälpte sångaren igenom en personlig kris.

## Låtlista
1. Ingen vinner
2. Någon som du
3. Du gamla du fria
4. Till dom ensamma
5. Hem till jul
6. Det finns
7. Eveline
8. Det tar bara en sekund
9. Tack
10. Om en gammal man

## Listplaceringar
| Lista (1991-1992) | Topplacering |
| ----------------- | ------------ |
| Sverige           | 5            |